# Hernando Pizarro
Pour les articles homonymes, voir Pizarro.
Hernando Pizarro de Vargas, né vers 1500 à Trujillo (province de Cáceres) et mort en 1578 dans la même ville, est un conquistador espagnol. Il participe à la conquête de l'Empire Inca sous la férule de son frère Francisco, ainsi qu'à la guerre civile qui oppose le clan des Pizarro et Diego de Almagro.

## Biographie
Seul fils légitime du père de Francisco Pizarro, il accompagne ce dernier avec ses autres demi-frères Gonzalo et Juan dans la conquête du Pérou. Nommé gouverneur de Cuzco, il est arrêté par Almagro, mais son frère aîné obtient sa libération. En 1538 Hernando bat Almagro à la bataille de Las Salinas et le fait exécuter.
Accusé par les partisans d'Almagro, il se rend en Espagne pour défendre sa cause. Charles Quint charge alors Cristóbal Vaca de Castro de rétablir la paix entre les deux factions, mais convaincu de la responsabilité d'Hernando dans l'assassinat d'Almagro, l'emprisonne au château de La Mota où il demeure jusqu'en 1560.
En 1552, Hernando épouse sa nièce, Francisca Pizarro Yupanqui (1534-1598), fille de Francisco Pizarro et de sa maîtresse Inca Inés Yupanqui, légitimée par décret impérial. De ce mariage naissent, notamment : Francisco, Gonzalo, Juan et Isabel Pizarro y Pizarro